# Hans Asperger
Johnan Frederick Karl Asperger, avstrijski zdravnik, pediater in profesor medicine, * 18. februar 1906, Hausbrunn, Avstro-Ogrska, † 21. oktober 1980, Dunaj, Avstrija.
Po njem so poimenovali sindrom avtističnega spektra, ki ga je sam odkril, Aspergerjev sindrom. Najbolj znan je po zgodnjih študijah atipične nevrologije, zlasti pri otrocih. Njegovo delo je bilo v življenju večinoma neopaženo, čeprav je dobil nekaj priznanj na Dunaju, študije o psiholoških motnjah pa so svetovno sloves pridobile šele po njegovi smrti. Napisal je več kot 300 publikacij, večinoma o stanju, ki ga je imenoval avtistična psihopatija (AP).
Zaradi njegovih zanimanj je bil v začetku osemdesetih letih in zaradi njegovega prejšnjega dela o motnjah avtizemskega spektra je bil po njem poimenovan Aspergerjev sindrom (AS). Tako Aspergerjeva prvotna pediatrična diagnoza AP kot istoimenska diagnoza AS, ki je bila po njem poimenovana nekaj desetletij pozneje, sta bili sporni. Polemika se je zaostrila od razkritja, da je Asperger v nacističnih letih na kliniko Am Spiegelgrund poslal vsaj dva otroka invalida, saj je vedel, da bodo predmet krutih eksperimentov in bodo verjetno evtanazirani v okviru nacističnega programa, znanega kot »Aktion T4«.